# Pearsonia obovata
Pearsonia obovata là một loài thực vật có hoa trong họ Đậu. Loài này được (Schinz) Polhill miêu tả khoa học đầu tiên.